# Josyp Lifszyć
Josyp Dawydowycz Lifszyć, ukr. Йосип Давидович Ліфшиць, ros. Иосиф Давыдович Лифшиц, Iosif Dawidowicz Lifszic (ur. 23 lutego?/8 marca 1914 w Odessie, Imperium Rosyjskie, zm. 15 października 1974 w Kijowie) – ukraiński piłkarz pochodzenia żydowskiego, grający na pozycji obrońcy, a wcześniej pomocnika lub napastnika, trener piłkarski.

## Kariera piłkarska

### Kariera klubowa
Wychowanek Charczowyka Odessa. Karierę piłkarską rozpoczął w Dynamie Odessa, skąd w 1936 przeszedł do Dynama Kijów. W 1941 powrócił do Odessy, gdzie bronił barw miejscowego Spartaka Odessa. Zaczął grać na miejsce lewego półśredniego napastnika, następnie grał w środku pomocy. Z przejściem zespołów do gry w systemie „W” zmienił pozycję na obrońcę. Podczas II wojny światowej występował w kazachskim klubie Dynamo Ałma-Ata. Po zakończeniu wojny powrócił do Dynama, ale rozegrał tylko 16 meczów w drużynie rezerw, po czym postanowił zakończyć karierę piłkarską. Jednak potem wrócił do gry broniąc barw amatorskiego Maszynobudiwnyka Kijów w latach 1951–1956.

## Kariera trenerska
W 1957 roku rozpoczął karierę trenerską w klubie Kołhospnyk Połtawa. Potem prowadził takie kluby jak Awanhard Czerniowce, Desna Czernihów i Łokomotyw Winnica. W latach 1965–1966 pomagał trenować Dnipro Dniepropetrowsk. W 1967 łączył funkcje głównego trenera i dyrektora w Zirce Kirowohrad. W następnym roku zmienił klub na Dnipro Krzemieńczuk. W latach 1970–1971 ponownie łączył funkcje głównego trenera i dyrektora w Chimiku Siewierodonieck. W sierpniu 1972 objął stanowisko głównego trenera Awtomobilista Żytomierz. Potem pracował w klubie Podilla Chmielnicki jeden sezon na stanowisku asystenta starszego trenera, a drugi sezon jako dyrektor. Zmarł 15 października 1974 w Kijowie.

## Sukcesy i odznaczenia

### Sukcesy piłkarskie
- wicemistrz ZSRR: 1936 (w)
- brązowy medalista Mistrzostw ZSRR: 1937

### Sukcesy trenerskie
- wicemistrz Klasy B ZSRR, strefy ukraińskiej: 1963
- mistrz Klasy B ZSRR, strefy ukraińskiej: 1970

### Odznaczenia
- tytuł Mistrza Sportu ZSRR: 1972